# 바텐 카이토스
바텐 카이토스는 고래자리 방향으로 지구에서 약 260광년 떨어져 있는 항성이다. 바이어 명명법에 따르면 고래자리 제타로 읽는다. 이름의 뜻은 '고래(바다 괴물)의 배'이다. 중국에서는 '천창'(天倉, 하늘의 곡물창고)자리에서 네 번째의 별이라는 뜻의 '천창사'(天倉四)로 불렸다.
밝기는 3.73등급으로 고래자리를 구성하는 별들 중 일곱 번째로 밝다. 스펙트럼으로부터 바텐 카이토스는 밝은 주성과 어두운 반성이 서로의 질량 중심을 4.5년에 1회 공전하는 분광쌍성임을 추측할 수 있다. 주성과 반성의 간격은 태양과 목성 사이 거리 정도 된다.
바텐 카이토스는 분광형상 오렌지색 거성으로, 항성 내부에 있는 헬륨을 태워 탄소로 바꾸는 단계에 있다. 바텐 카이토스는 미묘하게 '바륨별'의 성질을 보여주는데, 이는 항성의 대기 중 바륨이 차지하는 비율이 높다는 뜻이다. 그러나 바륨을 뺀 나머지 원소의 함량은 평범하며 철 함량은 태양의 4분의 3 수준이다.